# Ely Allen
Ely Allen (Anchorage, 12 giugno 1986) è un ex calciatore statunitense, di ruolo centrocampista.

## Carriera

### Club
Cresciuto a Kent, Washington, ha frequentato la Kentridge High School, vincendo nel 2004 il Washington state Gatorade Player of the Year, e giocato all'University of Washington dal 2004 al 2007.
Scelto per ventunesimo al SuperDraft del 2008 della MLS dai Los Angeles Galaxy durante la pre-stagione, alla sua sola seconda gara da professionista, ha segnato un gol (con assist di David Beckham) contro il Sydney FC nel Pan-Pacific Championship il 23 febbraio 2008.
Ha debuttato nella MLS nella prima gara della stagione 2008 contro il Colorado Rapids il 29 marzo 2008, segnando il primo gol il 7 giugno 2008, sempre contro il Colorado Rapids. Il 25 febbraio 2009, è stato scartato dai Galaxy per infortuni frequenti in una stagione in cui, su 12 partite, ne ha disputate 11 da titolare.
È quindi passato il 6 maggio 2009 ai Seattle Wolves della United Soccer Leagues Premier Development League, segnando 6 reti e fornendo 6 assist nelle 16 gare che ha disputato con loro.
Il 24 luglio 2009 è stato ingaggiato dai D.C. United, debuttando il 9 agosto 2009 contro il Real Madrid e giocando due partite nella CONCACAF Champions League, ma non in campionato ed è stato scartato alla fine della stagione.
Il 31 marzo 2010 è stato ingaggiato dal Minnesota Stars.

### Nazionale
Nel maggio del 2004 ha giocato in Argentina con la Nazionale Under-18, disputando con la stessa Nazionale nell'agosto del 2005 il Milk Cup Tournament a Belfast che la stessa squadra avrebbe poi vinto con lui in campo nella finale.